# Римски храм
Развој римског храма почео је мешањем грчких стилова (јонски и коринтски) с елементима етрурског храма нпр. Храм Фортуне Вирилис из касног 2. века п. н. е.
Недуго након настанка оваквих храмова, настали су и кружни храмови на традицији староримских грађевина и грчких толоса (Сибилин храм, рани 1. век п. н. е.). Но римски храмови су се разликовали од грчких пре свега у димензијама и употреби бетона, затим у високом постољу који су преузели од Етрураца и унутрашњој концепцији – док су Грци храм правили за доживљај споља, а унутрашњост занемаривали, Римљани унутра граде нише и светишта, а спољашњост често поједностављују обичним зидом или полу- ступовима и полу-стубовима. Овакви храмови нису били случајни, нити кратка века, означили су градњу храмова у целој Италији и другим царским градовима све до 3. века.